# 법인택시
법인택시는 개인택시와 달리 택시 회사에서 운영하는 택시를 가리키는 단어이다.

## 설명
법인택시는 개인이 직접 운영하는 개인택시와 달리 택시 회사에서 운영하는 택시이기 때문에 택시 기사에게 교대 근무를 시키는 것이 가능하며 택시에는 택시가 속한 회사명이 붙어 있다. 택시 회사에서 운영하는 택시이기 때문에 개인택시와 달리 차량의 유지비용과 연료비를 택시 회사에서 부담하며 차량의 관리도 택시 회사에서 한다. 법인택시는 자신에게 정해진 사업 구역을 벗어난 운행이 불가능하며 요금은 개인택시와 동일하고 시계외할증과 심야할증도 개인택시와 동일한 요금을 받는다. 법인택시를 운전하려면 반드시 2종 보통면허 이상의 운전면허증과 택시운전자격증을 취득해야 하며 영업용 차량 번호판을 택시에 의무적으로 장착해야 한다.

## 같이 보기
- 택시
- 영업용
- 자동차